# Speculatores
Els speculatores (paraula derivada del verb llatí speculare "observar"), eren generalment tots aquells soldats que a l'exèrcit romà feien d'espies, però més concretament un nombre reduït d'homes adscrits a cada legió romana, que tenien l'encàrrec d'obtenir informació sobre el nombre i els moviments de l'enemic i transmetre les ordres als diversos cossos de l'exèrcit.

## Origen
Sota la República Romana, les paraules speculatores i exploratores s'utilitzaven de forma indistinta per designar missatgers, exploradors, guies, vigilants, espies, agents clandestins i unitats de reconeixement de l'exèrcit romà. Eren homes o unitats regulars assignades a aquestes missions. Titus Livi fa diverses referències a aquest múltiple paper.
Al final de la República o al començament de l'Imperi Romà, explorator es referia a les unitats especialitzades destinades al reconeixement del territori a la recerca de l'enemic, mentre que speculator s'aplicava als soldats destinats a observar el campament enemic o fins i tot a entrar-hi clandestinament. Juli Cèsar parla d'ells al llibre Guerra de les Gàl·lies i en altres escrits. Els botxins que mataven els proscrits durant el Segon Triumvirat eren speculatores. Marc Antoni va agrupar els seus speculatores en una cohort especial.
Eren homes de confiança, i també s'utilitzaven com a missatgers per difondre la informació obtinguda. Els speculatores actuaven en grups petits, de vegades en parella o fins i tot sols.
El legat de cada legió, durant l'Imperi Romà, havia de tenir deu especuladors al seu estat major (encara que sempre es mantenien inscrits a la cohort d'on procedien). També n'hi havia a l'estat major dels tribuns que comandaven les unitats auxiliars, i a Roma n'hi havia a la Guàrdia Pretoriana. Els governadors provincials tenien destacaments de speculatores. També hi havia unitats independents que s'anomenaven explorationes.

## Speculatores Augusti[4]
Durant l'Imperi Romà, es va donar aquest nom a un cos d'homes d'elit vinculats només a l'emperador, que li servien de guàrdia personal i caminaven davant seu. Els Speculatores Augusti provenien de les cohorts pretorianes. Tenien assignades les mateixes tasques, d'espionatge i informació que els speculatores de les legions. Hi havia també un cos de cavalleria. El total d'homes era de 300, (30 per cada cohort pretoriana) i constituïen una unitat sota les ordres del primer centurió dels pretorians, el trecenarius.
L'emperador també utilitzava aquests homes de confiança, escollits per la seva forma física, per a activitats clandestines com ara les detencions, l'empresonament de sospitosos i l'execució de condemnats. Una de les seves funcions amb l'emperador consistia en acompanyar-lo durant els seus desplaçaments fora del palau. Claudi acostumava a envoltar-se de speculatores quan assistia als sopars a casa dels nobles i senadors.
Els guardaespatlles de Galba, Marc Salvi Otó i de la Dinastia Flàvia sembla que eren speculatores, encara que va ser un speculator qui va assassinar Galba. Després de l'assassinat de l'emperador Domicià, el seu successor Nerva, per contrarestar una possible venjança o motí, es va posar sota la protecció de Trajà, el comandant de l'exèrcit més important de l'època, el de Germània, i el va designar hereu. Trajà, per reforçar la seva pròpia seguretat davant dels especuladors que s'havien mantingut lleials a Domicià, els va substituir pels equites singulares Augusti, constituïts a partir del model dels singularis a les ordres dels governadors provincials, càrrec que Trajà havia ocupat a Germània. Els aproximadament 300 speculatores que hi havia, Trajà els va assignar a les cohorts pretorianes.
Aparentment els speculatores es distingien per una bota de forma particular desconeguda, la Caliga speculatoria, segons diu Suetoni, i rebien diplomes honorífics especials en bronze quan es desmobilitzaven. Tenien el seu propi instructor d'equitació, l'exercitator.

## Utilització

### Durant el segle I
Amb el desenvolupament del Cursus publicus o servei de correus per l'emperador August i Marc Vipsani Agripa, els speculatores (especialment els de la Guàrdia Pretoriana) es van utilitzar amb molta freqüència com a missatgers. L'emperador utilitzava els Speculatores Augusti com a servei de seguretat i els encarregava les tasques més infames (la detenció, l'empresonament, i l'eliminació d'opositors).
Els governadors provincials també els utilitzaven per a la seva seguretat personal quan viatjaven dins de la seva jurisdicció. Així mateix, els militars que van ocupar en aquell temps diversos càrrecs administratius, utilitzaven speculatores com a oficials judicials per a les detencions i per supervisar les presons civils de les províncies. També formaven part dels soldats (amb els beneficiarii i els frumentarii) que ocupaven els punts postals dispersos per les vies romanes a Itàlia i a les províncies. Finalment, actuaven com a policia per protegir la recaptació d'impostos i el cobrament de deutes. Van passar de ser exploradors a convertir-se en missatgers, oficials de justícia i botxins.
La implicació en aquestes noves tasques va ser l'origen dels speculatores abandonessin les missions tàctiques de reconeixement (per informar al comandament sobre els moviments de l'enemic) tasques que van ser assumides pels proculcatores.

### A finals del segle I i al segle II
A finals del segle i, els speculatores van ser privats d'algunes de les seves noves funcions. Còmmode els va privar de les missions com a missatgers dels serveis postals en benefici dels frumentarii (i també de la recaptació d'impostos) que tenien el nucli central a Roma sota l'autoritat de l'emperador. Els governadors provincials van deixar de tenir els seus propis speculatores, als que van substituir per singulares en les tasques d'escorta.
Després de l'assassinat de Domicià, per protegir-se d'un pronunciament de la guàrdia pretoriana, el nou emperador Nerva es va posar sota la protecció del més important dels exèrcits romans, i va designar al seu comandant, Trajà, el seu hereu. Aquest, per la mateixa raó, va eliminar els Speculatores Augusti de la seva funció de guàrdies de l'emperador i va fundar un cos nou, els equites singulares augusti. Els Speculatores Augusti es van repartir entre les diferents cohorts pretorianes. Els legats també van deixar d'utilitzar-los com a guàrdies a principis del segle ii i els van substituir per singulares.
A partir d'aquell moment i durant el segle ii, els speculatores van recuperar les seves funcions anteriors i es van reincorporar a l'exèrcit com a observadors, exploradors i agents clandestins. Durant el segle ii, van constituir les anomenades unitats d'exploració, assignades al costat d'un nou tipus d'unitat, els exploratores, que reconeixien el terreny de l'enemic i seguien els seus moviments.
Es van crear unitats de speculatores a la frontera de l'Àfrica romana. Dues d'aquestes unitats estaven situades a prop d'Al-Kantara, a Algèria: el Burgus speculatorum Antoninianorum i el Burgus Commodianus speculatorius, que s'encarregaven de la vigilància des de les torres de guaita.

### Durant el Baix Imperi
Al Baix Imperi els speculatores encara existien i realitzaven les mateixes tasques d'ençà el segle ii. Eren els encarregats de buscar l'enemic i situar-lo en el lloc on es trobava i calcular els dies que trigaria en arribar a topar amb l'exèrcit, tant si estava en moviment com acampat.
També transmetien la informació que recollien sense utilitzar les xarxes de senyalització habituals de la legió.